# Alain Connes
Alain Connes (n. 1 aprilie 1947, Draguignan, Provence-Alpes-Côte d'Azur, Franța) este un matematician francez specializat în geometrie necomutativă și în teoria algebrelor Von Neumann. A fost laureat cu Medalia Fields în anul 1982 și cu Premiul Crafoord în 2001.

## Biografie
S-a născut în 1947 în Draguignan, în sud-estul Franței. Tatăl său era un polițist, iar mama pediatru. După studii la Marseille, a fost admis la Școala Normală Superioară din Paris în anul 1986. A început să lucreze la algebre de operatori, și în special algebrele Von Neumann, introduse în anii 1930 pentru a oferi un fundament matematic mecanicii cuantice. În teza sa de doctorat, condusă de Jacques Dixmier, a propus o clasificare a factorilor de tip III, rezolvând astfel un problem vechi de zeci de ani.
În anul 1970 a devenit cercător din Centrul Național Francez de Cercetări Științifice (CNRS), apoi profesor universitar la Paris VI (Pierre-et-Marie-Curie). În 1979 a fost numit la Institut des Hautes Études Scientifiques, unde colegii sale lucrau mai degrabă la geometrie diferențială și geometrie algebrică. S-a interesat la teoria foliațiilor, pe care a legat-o la algebrele Von Neumann. Astfel a dezvoltat geometria necomutativă, domeniu despre care a scris cartea de referință, Géométrie non commutative (1990), tradusă, revizuită si adăugită în engleză sub titlul Noncommutative Geometry (1994). A și lucrat la K-teoria, formulând conjectura Baum-Connes în urma discuțiilor cu specialistul de topologie algebrică Paul Baum, și a introdus noțiunea de cohomologie ciclică.
În 1982 a fost laureat cu Medalia Fields, cea mai înaltă distincție în matematică, pentru lucrările sale la algebra de operatori. În 1984 a fost numit la Collège de France, unde i-a fost atribuită catedra „Analiză și geometrie”, pe care o ocupă până în prezent.

## Legături externe
- en  fr  Site-ul personal lui Alain Connes
- fr  Pagina lui Alain Connes la Collège de France